# Как утопить доктора Мрачека
«Как утопить доктора Мрачека» (чеш. Jak utopit dr. Mráčka aneb Konec vodníků v Čechách, «Как утопить доктора Мрачека, или Конец водяных в Чехии») — кинокомедия 1974 года, фантастический фильм производства Чехословакии, созданный режиссёром Вацлавом Ворличеком.

## Сюжет
В старом доме над рекой Влтавой в Праге живут Вассерманы и родные с ними Водички — все они водяные. Их работа  —  это утопление людей и закрывание их души в фарфоровых кувшинчиках. Тысячи кувшинчиков укрывают в погребе, наполненном водой. К сожалению, власти города хотят разрушить  дом водяных, потому что он очень влажный. Это решение мог бы изменить юрист  доктор Йиндржих Мрачек, но он считает, что дом надо разрушить, независимо от согласия квартирантов. Зато его заместитель Кшечек, если бы он был начальником, мог бы за взятку помочь квартирантам. Итак, водяные хотят утопить Мрачека, чтобы Кшечек получил повышение. Тем временем чешские водяные погибнут, если Полли Вассерманова и Яна Водичкова не добудут мужей своего вида. Предводитель водяных Вассерман вследствие ошибки считает Мрачека за присланного из Мюнхена кандидата в мужья для дочери. Затем мать Мрачека (доцент биологических наук) научилась превращать сына в рыбу, но она также испекла тесто из муки, которая была действительно Матильдой — женой Вассермана. В общем замешательстве почти все чешские водяные сделались людьми вследствие трансфузии человеческой крови, полового акта или съедения зельца.

## В ролях
- Либуше Шафранкова — Яна Водичкова
- Яромир Ганзлик — Йиндржих Мрачек
- Милош Копецкий — Вассерман
- Стелла Зазворкова — мать Мрачека
- Франтишек Филиповский — Бертик Водичка
- Владимир Меншик — Карел Водичка
- Зденек Ржегорж — Алоис Водичка
- Мила Мысликова — Матильда Вассерманова
- Ева Трейтнарова — Полли Вассерманова
- Честмир Ржанда — Альберт Бах
- Иржи Лир — Кшечек
- Властимил Гашек — Гонза, врач
- Габриэла Вильгельмова — Руженка, медсестра
- Милена Стеинмасслова — Криста
- Люси Жулова — Владка
- Лубомир Костелка — портье
- Бедржих Прокош — председатель Конгресса Водяных
- Олдржых Велен — представитель Организации Объединённых Наций
- Иржи Хрэан — Томас
- Мирослав Масопуст — Рольф
- Карел Аугуста — продавец в кафе
- Рауль Схраниль — антиквар
- Милош Ваврушка — человек в белом халате